# Polytmus theresiae
Polytmus theresiae là một loài chim trong họ Chim ruồi.